# Columbuskaje
Die Columbuskaje ist eine Kaianlage an der Außenweser im Nordwesten von Bremerhaven, die als Anlegestelle insbesondere für Passagier- und Kreuzfahrtschiffe genutzt wurde und wird. Die Anlagen liegen im Stadtbremischen Überseehafengebiet Bremerhaven und dienen heute unter dem Namen Bremerhaven Cruise Port als Kreuzfahrt-Terminal. 2016 gab es hier 68 Anläufe von Kreuzfahrtschiffen, 96.500 Passagiere wurden abgefertigt. 2017 wurden bei 84 Anläufen gut 165.000 Passagiere abgefertigt. Im Jahr 2019 wurden bei 130 Anläufen 246.995 Passagiere gezählt, bisheriges Rekordjahr wurde das Jahr 2023 mit 320.000 Passagieren. 2025 übernahm die international tätige Global Ports Holding (GPH) die Abfertigung und löste das Columbus Cruise Center Bremerhaven (CCCB) ab. Diese hatte als Public Private Partnership im Jahr 2000 den Betrieb des Kreuzfahrtgeschäftes in der Seestadt von der BLG Logistic Group, früher Bremer Lagerhaus Gesellschaft, übernommen. Von der GPH wird das Kreuzfahrtterminal seit dem 1. Januar 2025 unter dem Namen Bremerhaven Cruise Port betrieben.

## Geschichte

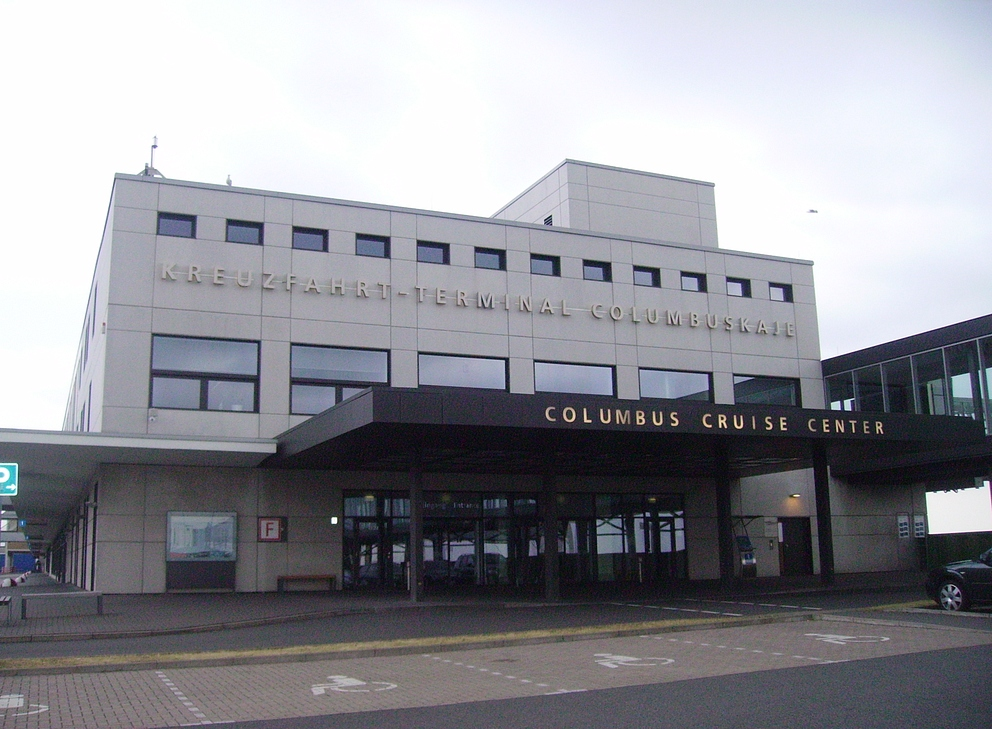
Eingang zum Kreuzfahrtterminal (Columbus Cruise Center)

### Kaje

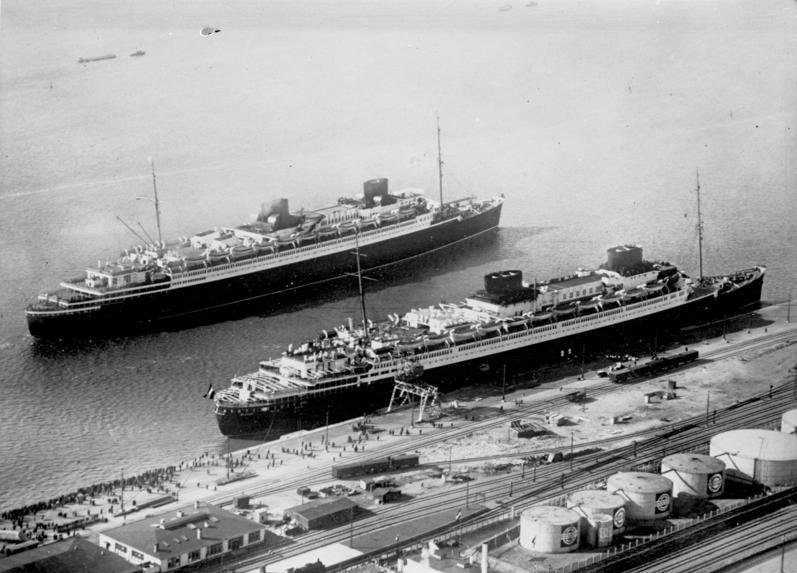
Europa und Bremen an der Columbuskaje (1930)

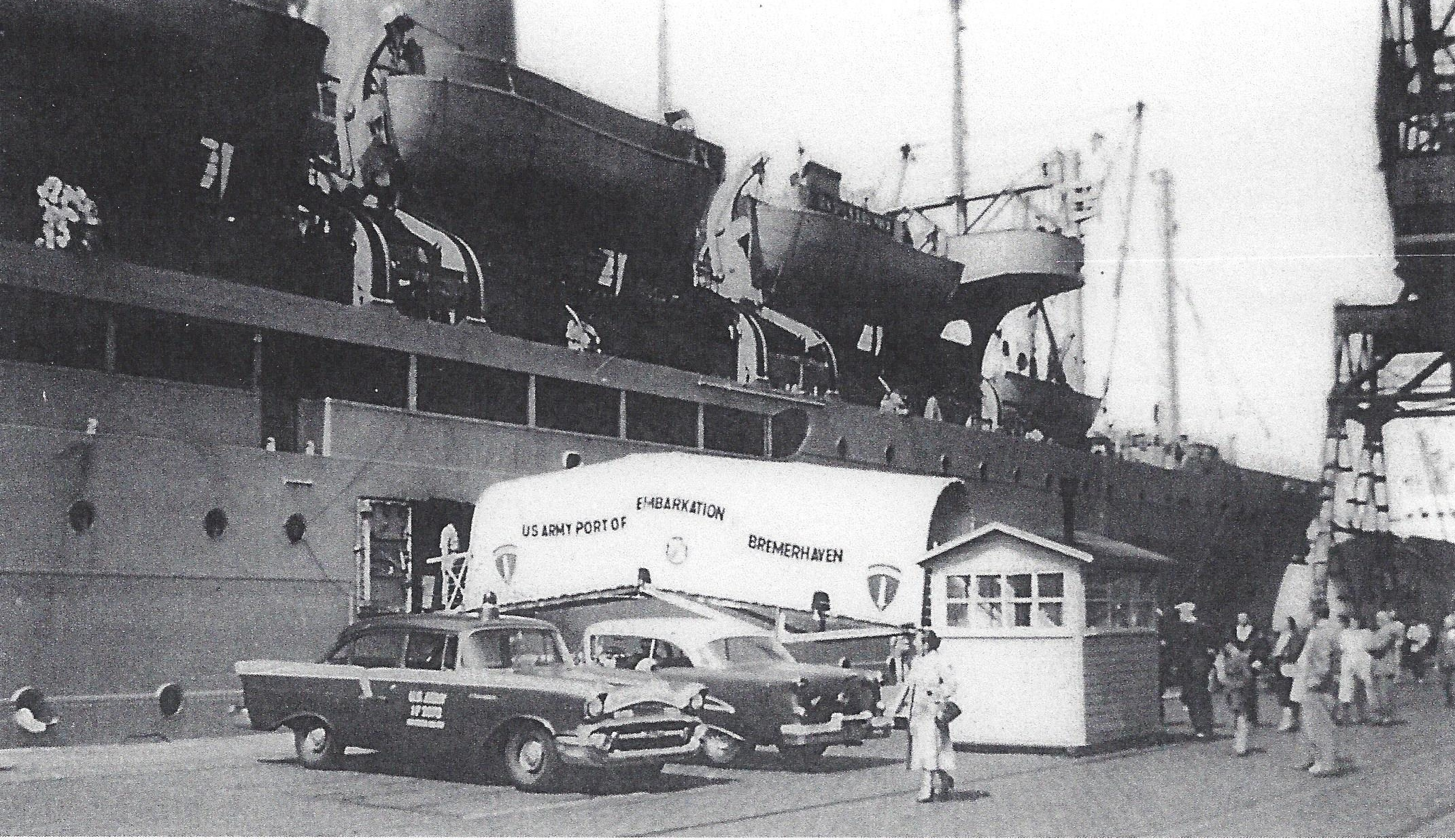
Port of Embarkation – US-amerikanischer Truppentransporter an der Columbuskaje (1957)

Die Columbuskaje und der Columbusbahnhof als Bahnhof am Meer wurden in den 1920er Jahren unter Leitung von Oberbaudirektor Heinrich Tillmann gebaut und 1927 fertiggestellt. Sie erhielt ihren Namen nach dem Passagierschiff Columbus, Flaggschiff vom Norddeutschen Lloyd, das seit 1924 Bremerhaven anlief, aber hier keinen ansprechenden Liegeplatz hatte. Mit dem Hinweis auf Christoph Kolumbus sollte auch eine Verbindung in die Neue Welt signalisiert werden. 1927 war die Kaje rund 1000 Meter lang.
Beim Bau der Kaje wurde zwischen dem Außendeich und der späteren Kaje eine Fläche aufgeschwemmt, auf der der Columbusbahnhof entstand. Dieser Bahnhof am Meer hatte eine Eisenbahnanbindung zum Hinterland. Von Bremerhaven Hauptbahnhof führen Gleise zum Columbusbahnhof. Die Amerikalinie endete an dieser Pier. Dieser Bahnanschluss ist wegen des Abreißens einer überalterten und zerbrochenen Drehbrücke im April 2021 nicht mehr in Betrieb.
Bekannt geworden ist die Kaje vor allem als wichtiger Anlegeplatz von Dampfschiffen im Transatlantikverkehr in die Vereinigten Staaten. Über die Columbuskaje sowie über die benachbarte dritte Lloydhalle und bis 1897 über die erste Lloydhalle von 1870 am Neuen Hafen verlief ein großer Teil des Auswandererstroms von Europa, insbesondere von Deutschland und Ostmitteleuropa nach Übersee (Amerika und auch Australien). In den 1930er Jahren legten hier die weltbekannten Schiffe mit dem Blauen Band wie die Bremen oder Europa des Norddeutschen Lloyd oder in den 1950er Jahren die United States und die America von der United States Lines an.
Die bei den Luftangriffen auf Bremerhaven zerstörten Fahrgastanlagen wurden im Nachkriegsdeutschland nach und nach wieder aufgebaut. 1950 konnte im südlichen Bereich die in Holz gebaute Empfangs- und Wartehalle wieder betrieben werden und bis 1952 waren die südliche Fahrgastanlage und der Bahnhof fertiggestellt. Der Norddeutsche Lloyd startete 1954 mit der Gripsholm, 1955 in Berlin umgetauft, wieder seinen Passagierdienst über den Nordatlantik.
Von Februar bis April 1948 landeten hier US-Frachtschiffe 23.000 Kisten mit „Türknäufen“ an, laut Kistenaufschrift „Barcelona via Bremerhaven“. Es handelte sich aber um die streng geheime Operation Bird Dog, in Wirklichkeit enthielten die Kisten 1100 Tonnen Banknoten, die Deutsche Mark, das neue Geld für die drei Westzonen.
An der Columbuskaje betrat Elvis Presley 1958 als GI deutschen Boden, bejubelt von tausenden jungen Fans. Daran erinnert eine direkt an der Kaje bei der Metermarke 700 im Boden eingelassene Bronzetafel, die jedoch seit 2004 nicht mehr direkt zugänglich ist.
Am 25. Mai 1978 legte die königliche Yacht Britannia an der Columbuskaje an. Die englische Königin Elizabeth II. trat hier ihren fünftägigen Staatsbesuch in Deutschland an. Die Ankunft und ihr Gang über die steile Gangway an Land wurde live im Fernsehen übertragen.
Von Mai 1966 bis Dezember 1982 gab es eine regelmäßige Fährverbindung mit der Englandfähre nach Harwich, die zunächst im zweitägigen Wechsel nach Bremerhaven und Hamburg verkehrte.
Heute wird der mittlere und nördliche Teil der Columbuskaje – insbesondere in den Sommermonaten – von Kreuzfahrtschiffen genutzt und das Südende für Ladungsumschlag. Im Bereich des Passagierverkehrs sind von der Columbuskaje im Jahr 2006 über 75.000 Passagiere gereist, fünf Jahre später waren es nur noch rund 52.000.
Wegen Altersschwäche sollte die Kaje bis 2018 saniert werden, indem eine neue Spundwand vor die alte gesetzt wird. Zur weiteren Nutzung der sogenannten „Columbusinsel“ wurde für den Hafenbetreiber bremenports ein Gutachten erstellt. Dieses schlägt den Abriss des alten Bahnhofs und den Neubau von Anlagen zur Abfertigung von größeren Kreuzfahrtschiffen, die in einer Liegewanne genügend Tiefgang haben können, eines Bürohauses und eines „maritimen Themenhotels“ sowie eines kleinen Museums zur weiteren Belebung vor.
Im Jahr 2021 wurde die Vorverlegung der Kaikante um rund 20 Meter durch eine neue Spundwand genehmigt, die Sanierung fand dann in drei Bauabschnitten bis zum November 2024 statt. 2022 wurde der erste, nordwestliche Bauabschnitt mit 400 Meter Länge fertiggestellt und mit 120.000 m3 Sand aus der Weser verfüllt. Jeweils im Herbst 2023 und 2024 folgten die anderen beiden Bauabschnitte. Die in Spanien bei Adelte vorgefertigten neuen Passagierbrücken wurden in Betrieb genommen, die laut Bremenports mit 57 Metern Länge nun die europaweit längsten Passagierbrücken sind (Stand November 2024). Durch die Um- und Neubaumaßnahmen ist die Columbus-Kaje so ausgelegt, dass zukünftig bis zu 500.000 Kreuzfahrtpassagiere in Bremerhaven abgefertigt werden können. Durch die Erweiterung der Kaje wuchs die Landfläche des Bundeslandes Bremen um 17.000 m2.

### Columbusbahnhof

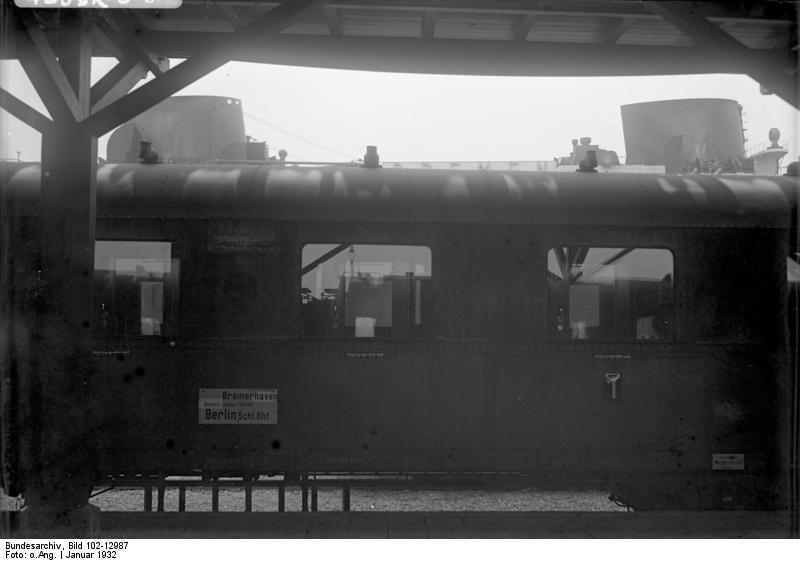
Umsteigen nach New York (1932)

In der Mitte zur Kaje wurde von 1958 bis 1962 die neue Fahrgastanlage II mit dem Bahnhof gebaut. Das Bürohochhaus wurde aber nur mit den unteren Stockwerken erstellt. Bald danach nahm die Linienschifffahrt jedoch rapide ab. Die Kaje wurde zunehmend auch von Frachtschiffen genutzt. Der Bereich der südlichen Fahrgastanlage wurde abgerissen und eine Lagerhalle entstand.
Die Bedienung des Columbusbahnhofes im regelmäßigen SPNV endete bereits am 7. April 1993, denn der Schiffsverkehr steuerte verstärkt die Seebäderkaje am Willy-Brandt-Platz im Zentrum von Bremerhaven an, die vom Hauptbahnhof mit Omnibussen und auch mit dem Pkw wesentlich schneller erreichbar ist. Hinzu kommt, dass der Columbusbahnhof nur über eine Eisenbahn-Nebenstrecke durch das Hafengebiet erreichbar war und somit von den fahrplanmäßigen Zügen auf der Bahnstrecke Bremerhaven–Cuxhaven nicht bedient wurde. 2021 wurde die Nordschleusenbrücke der Zulaufstrecke wegen Schäden abgebrochen; ein Ersatzbauwerk ist in Planung. Die somit nicht mehr erreichbaren Gleisanlagen des Columbusbahnhofs wurden um 2023 zurückgebaut. 
2021 wurde im verlassenen Columbusbahnhof das Bühnenstück Passenger Processing von der Theatergruppe Das letzte Kleinod aufgeführt. Die Zuschauer wurden in kleinen Gruppen durch den verlassenen Bahnhof geführt und erlebten eine Zeitreise ins Bremerhaven der 1950er, 1960er und 1970er Jahre. Hafenarbeiter, Festmacher, amerikanische Soldaten, Schiffsmakler, ein Shantychor, Kioskbesitzer, Blumenhändler, Kellnerin und Taxifahrer erzählten vom Leben am Hafen.